# Polygrammodes citrinalis
Polygrammodes citrinalis là một loài bướm đêm trong họ Crambidae.